# Agusan Marsh Wildlife Sanctuary
Das Agusan Marsh Wildlife Sanctuary liegt im Tal des Flusses Agusan, im Osten der Insel Mindanao auf den Philippinen. Es wurde am 31. Oktober 1996 mit dem Inkrafttreten der präsidialen Proklamation 913 auf dem Gebiet der Provinz Agusan del Sur etabliert und gilt als Initialbestandteil des National Integrated Protected Areas Systems der Philippinen. Das Agusan Marsh Wildlife Sanctuary gehört seit 1999 zu den sechs Naturschutzgebieten der Philippinen, die als Ramsar-Gebiete ausgewiesen wurden. Seit 2006 steht das Naturschutzgebiet auf der Vorschlagsliste der Philippinen zur Aufnahme in die Welterbeliste der UNESCO.
Die nächstgelegenen Städte sind Bayugan City und Butuan City. Die Agusan Marschlandschaft bildet eines der größten zusammenhängenden Binnendeltas der Philippinen, dieses wird durch die Lage im mittleren Agusan Basin ermöglicht. Es dehnt sich vom Lumao See in der Nähe von Talacogon im Norden bis zur Ortschaft Veruela im Süden aus.
Es unterteilt sich in ein Kerngebiet von 14.836 Hektar und eine Pufferzone von 4.360 Hektar. Das gesamte Gebiet wird bedeckt von kleinen Seen. Es wird gespeist vom Agusan-River, der aus den Hügeln Ost Mindanaos kommend das Gebiet durchquert.
Das Gebiet des Agusan Marschlandes gehört zum Klimatyp IV ohne ausgeprägte Regen- und Trockenzeiten, die Niederschläge fallen gleichmäßig verteilt über das Jahr. Der jährliche Niederschlag wird mit 3.600 mm, bei einer Verdunstungsrate von 1341 mm, angegeben. Der Agusan Marsch liegt südlich der pazifischen Taifunzone. Außer dem Agusan fließen noch acht weitere Flüsse in das Gebiet des Marsches, der Adgaoan, der Umayan, der Biga, der Baolo, der AoAo, der Simulao, der Sulibao und der Gibong.
Das Agusan Marsh Wildlife Sanctuary teilt sich auf in Mangrovenwälder (49 %), Buschland (14 %), Schwemmland mit niedrigem Bewuchs (7 %), Reisanbaufeldern (6 %) und kleinen Dörfern (6 %). Die ansässige Bevölkerung ist vorwiegend indigen und gehört zu den Völkern der Manobo und der Higaonon.
Das Marschland ist ein wichtiger Lebensraum für Wasservögel, Wildenten, Fischreiher und Silberreiher. In dem Gebiet sind auch Vorkommen des seltenen Orient-Schlangenhalsvogels (Anhinga melanogaster), des Purpurhuhns (Porphyrio  porphyrio) und des Affenadlers, der Gefleckte Fruchttaube (Ducula carola) und des Rotrückenfischers (Ceyx rufidorsa) beobachtet worden. Es wurden insgesamt 102 Vogelarten im Schutzgebiet gezählt.
Des Weiteren ist das Agusan Wildlife Sanctuary ein Rückzugsgebiet des Netzpythons (Python reticulatus) und der Philippinischen Kobra (Naja philippinensis). Es leben im Schutzgebiet auch die beiden auf den Philippinen vorkommenden Krokodilarten, das Leistenkrokodil (Crocodylus porosus) und das Philippinen-Krokodil (Crocodylus mindorensis). Das Marschland weist eine signifikante Anzahl von Reptilien auf, wie den Bindenwaran (Varanus salvator) und die Flugdrachen Draco ornatus und Draco bimaculatus.
Im Agusan Wildlife Sanctuary wurden die neun Amphibienarten Pelphryne lighti, Kalophrynus pleurostigma, Kaloula conjunta, Occidozyga laevis, Platymantis guentheri, Platymantis dorsalis, Rana grandocula, Rana everetti und Sturois natator nachgewiesen.
Im Schutzgebiet wurden bei Zählungen 65 Schmetterlings- und 16 Fischarten gefunden, darunter einheimische Karpfenfische und invasive Arten wie der Niltilapia (Oreochromis niloticus), der Guppy (Poecilia reticulata), der Gepunktete Fadenfisch (Trichogaster trichopterus), der Harnischwels Pterygoplichthys disjunctivus und der Froschwels (Clarias batrachus).

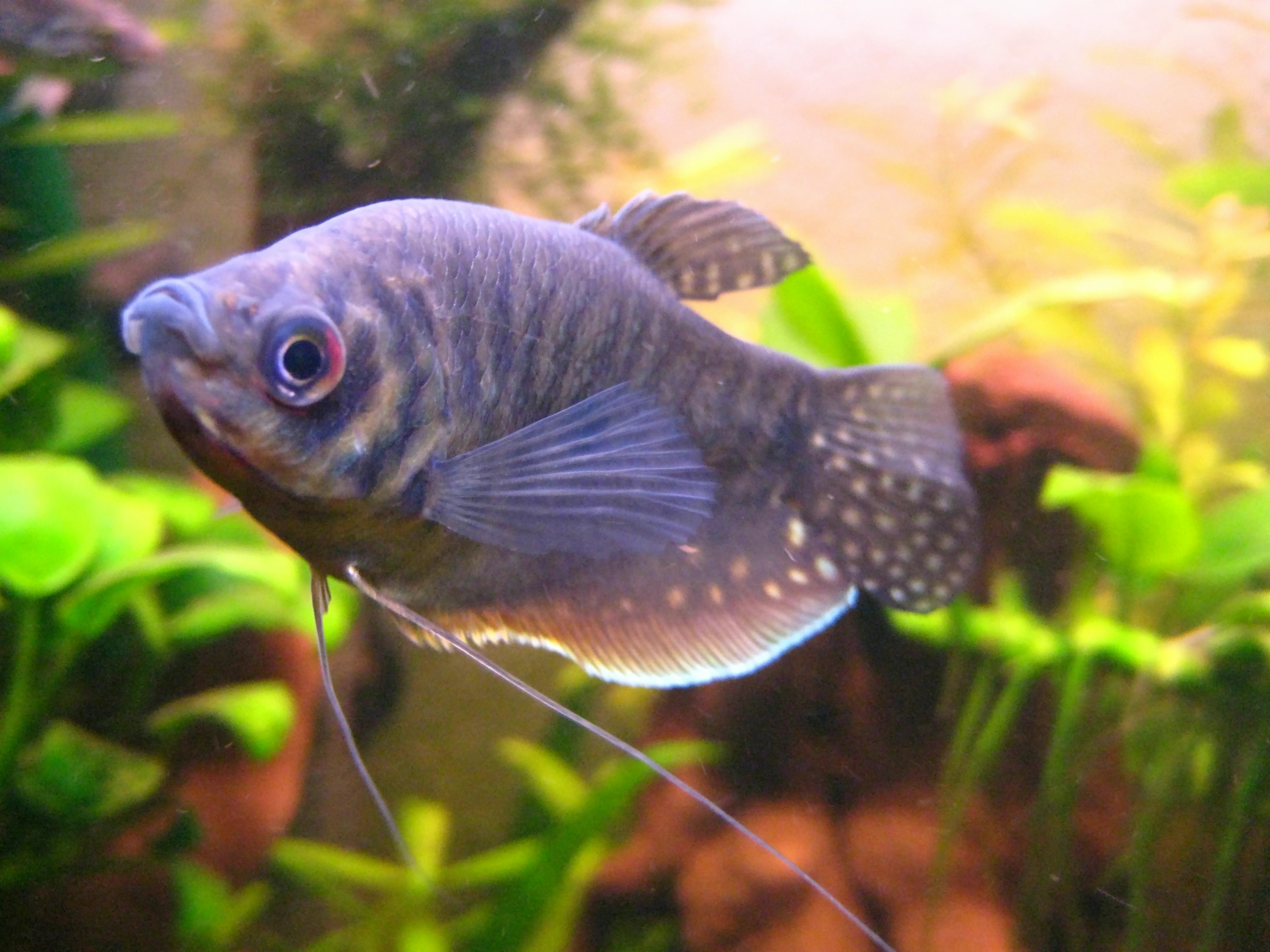
Männlicher Fadenfisch
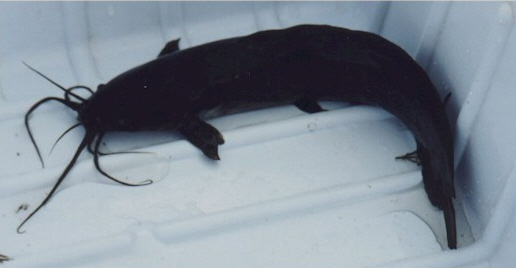
Froschwels
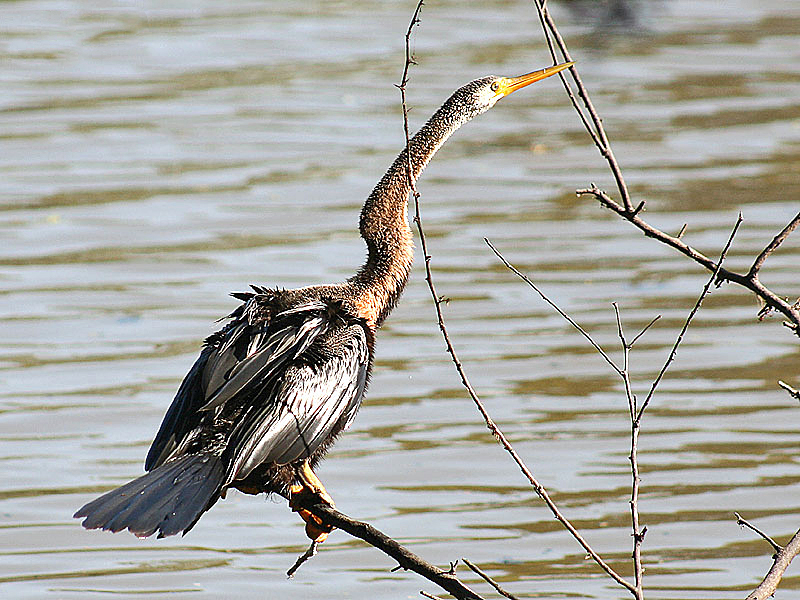
Schlangenhalsvogel
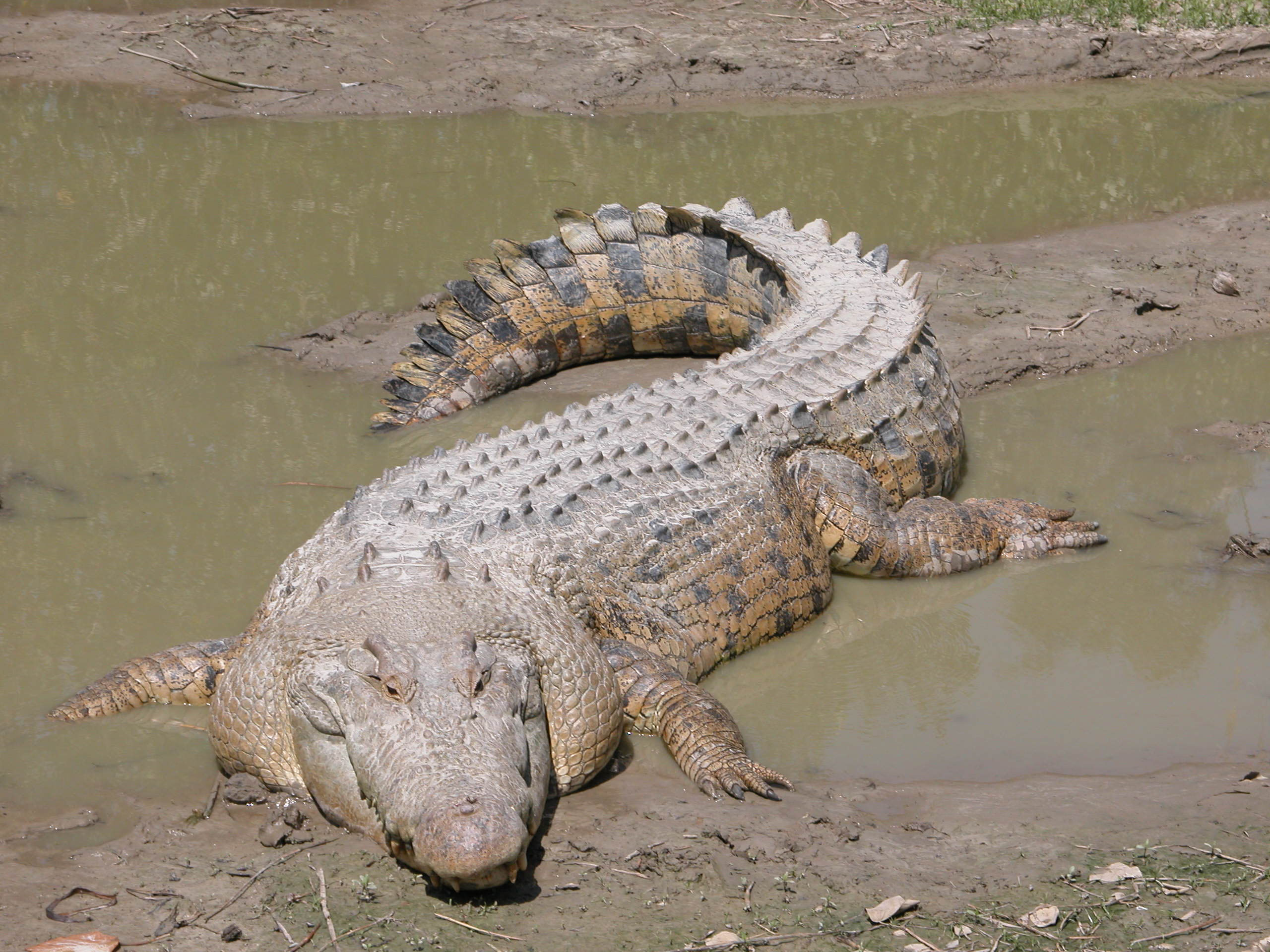
Leistenkrokodil
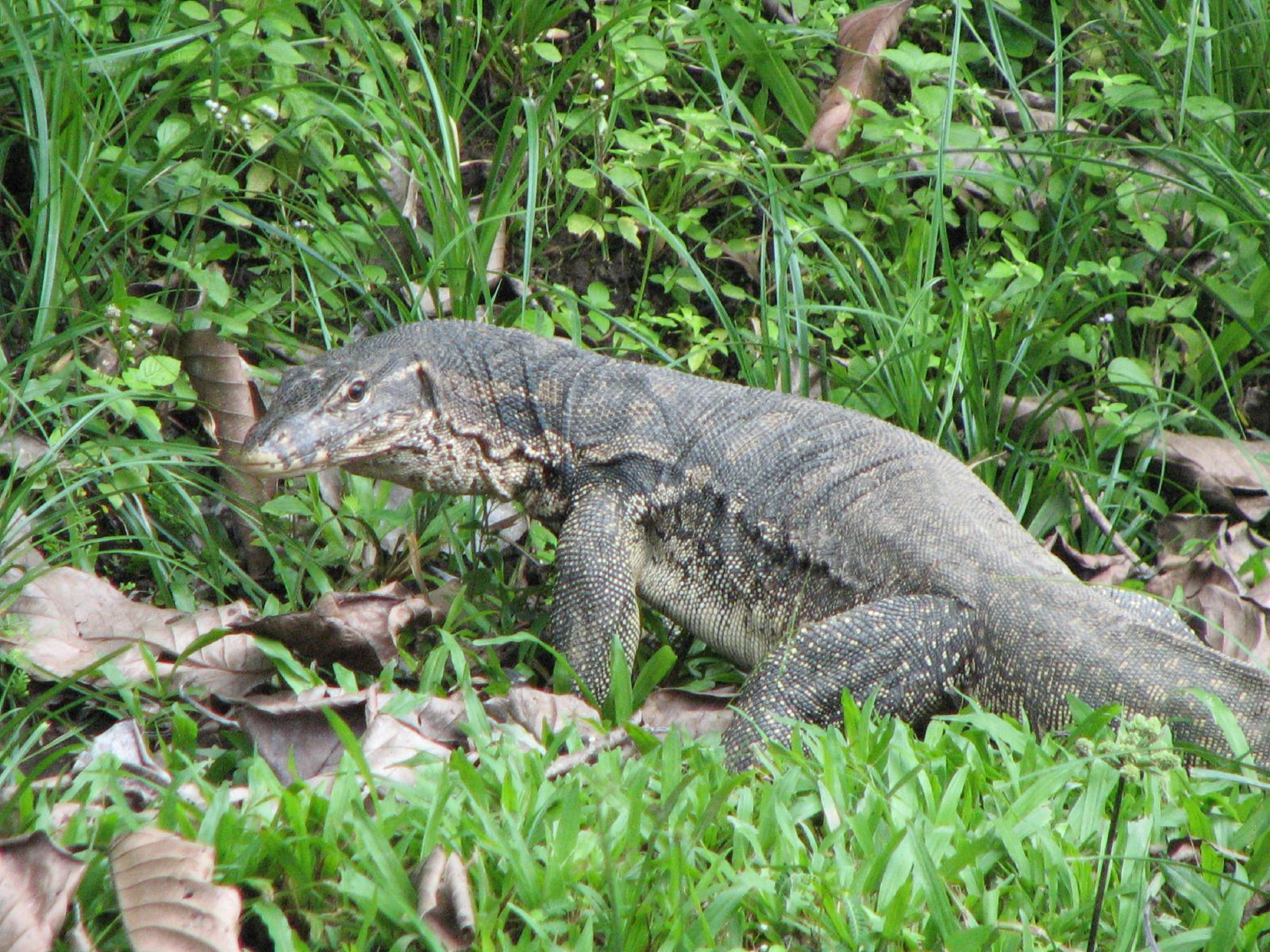
Bindenwaran

## Quelle
- UNESCO World Heritage Centre: Agusan Marsh Wildlife Sanctuary
- Philippine Substantable Developement Network
- National Statistic Office, Republic of the Philippines (Memento vom 25. Februar 2010 im Internet Archive)
- Agusan River Basin Mangrove-Wildlife Conservation Project (Memento vom 2. Dezember 2011 im Internet Archive)